# 塞派希·卡尔曼
塞派希·卡尔曼（匈牙利語：Szepesi Kálmán，1930年1月13日—1992年9月29日），匈牙利男子乒乓球运动员。他曾获得2枚世界乒乓球锦标赛金牌。